# Fredlanea vilhena
Fredlanea vilhena là một loài bọ cánh cứng trong họ Cerambycidae.